# Transcaucasie
Pour les articles homonymes, voir Caucase (homonymie).
La Transcaucasie ou Caucase du Sud est un espace géographique du sud du Caucase, composé de la Géorgie, de l'Arménie et de l'Azerbaïdjan. Délimitée au nord par la Ciscaucasie (constituée de républiques ethniques actuellement rattachées à la fédération de Russie), elle a pour voisins méridionaux la Turquie et l'Iran, et est bordée à l'ouest par la mer Noire et à l'est par la mer Caspienne.
Depuis la fin des années 1980, la région est le théâtre de conflits interethniques, notamment dans l'oblast autonome du Haut-Karabagh entre Arméniens et Azéris ou Azerbaïdjanais, et en Abkhazie et Ossétie du Sud (deux républiques sécessionnistes de Géorgie où est intervenue l'armée russe, vers 2008 en particulier).
Les États de Transcaucasie se rapprochent de l'Union européenne en adhérant au Conseil de l'Europe au début des années 2000. En 2005, le Conseil de l'Union européenne décide qu'il est nécessaire de les inclure au moins dans la Politique européenne de voisinage.

## Néolithique
Malgré la localisation du Caucase méridional à la périphérie du Croissant fertile, le processus de Néolithisation n'y a commencé qu'au début du VIe millénaire avec la culture de Shulaveri-Shomu aux origines encore incertaines.
Les flux de gènes entre les populations des steppes pontiques et les groupes locaux ont contribué à la composition de l'âge du bronze tardif et des populations caucasiennes modernes.

## De l'Antiquité auXVesiècle
Élément de la route de la soie reliant la Méditerranée aux grandes plaines de l'Asie centrale, cet isthme ponto-caspien sert dès l'Antiquité à la circulation des marchandises, mais aussi des armées. Il a toujours été un territoire stratégique convoité par les puissances qui se trouvent à la périphérie de cet ensemble : la Perse, l'Empire romain, l'Empire byzantin, l'Empire ottoman, l'Empire russe, jusqu'à leurs avatars contemporains. La région subit nombre de peuplements au cours des âges : Scythes, Cimmériens, Arabes, Tatars, Mongols et autres s'y succèdent de l'Antiquité au Moyen Âge. Enfin, elle voit passer de nombreux peuples marchands tels les Vénitiens et les Génois ; on y a retrouvé des traces de très anciens caravansérails dans des endroits maintenant inaccessibles faute d'entretien (coûteux) des routes.
Les effets de cette histoire donnent à la région son caractère actuel mêlant Orient (caucasien) et Occident (européen), même s'ils seront relativement atténués sous l'ère soviétique.

## La Transcaucasie ottomane puis russe

### Conquête russe
Lieu de passage, les routes de la région ont été mises à profit par l'empire russe alors en pleine expansion territoriale vers ses périphéries, que ce soit en Extrême-Orient, en Asie centrale ou dans ledit Caucase, sa difficulté première étant de franchir le massif lui-même à partir de la Ciscaucasie. La pénétration russe débute donc d'abord par ses bordures septentrionales, avant de s'étendre aux côtes et d'ainsi contourner les « Portes caspiennes » (Derbent, aujourd'hui au Daghestan), une passe montagneuse difficile à franchir à pied. Ce territoire montagneux offre ainsi un sud à la Russie, avec notamment son climat. L'intérêt stratégique est clair : les Perses et les Ottomans étant relativement hostiles aux Russes, une "mainmise" sur le massif donne à celui qui le contrôle un avantage sur les deux autres.

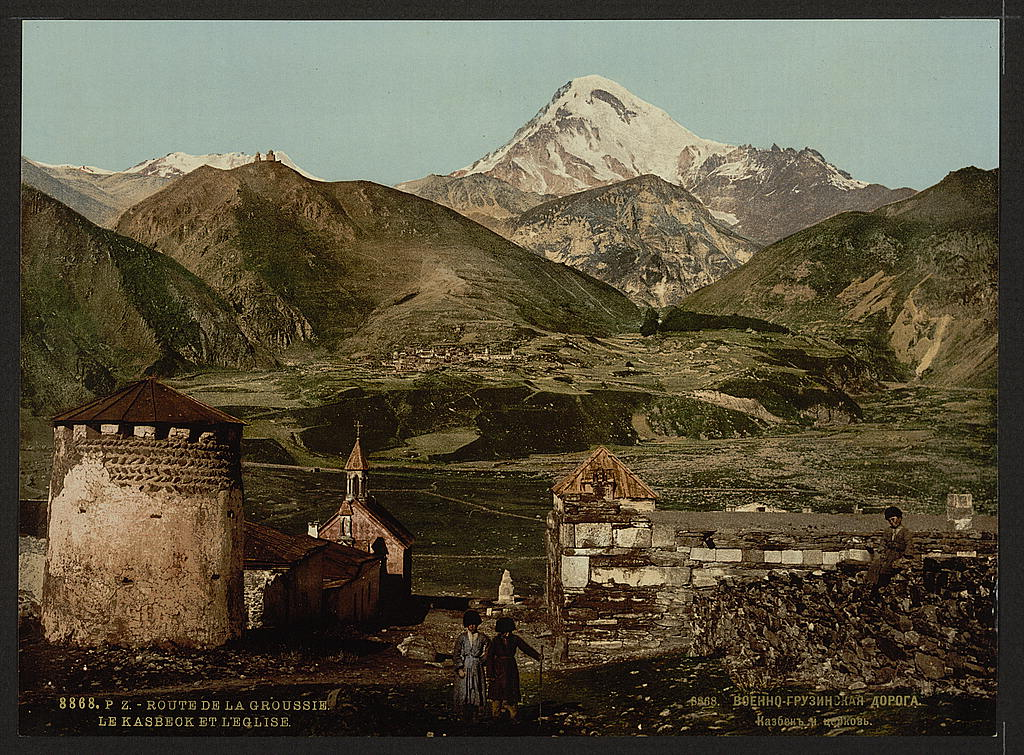
La construction d'une route militaire géorgienne est un facteur-clé de la conquête russe du Caucase.

Lors des différents épisodes de la guerre du Caucase entre 1800 et 1870, l'avancée des Russes se fait progressivement, avec difficulté, et se concrétise par l'installation de garnisons. Des avant-postes sont placés, notamment Gyumri où se trouve la garnison d'Alexandropol tenue par les Cosaques, des soldats-paysans de l'armée du Tsar. Ils ont pour mission de mettre en valeur ces terres. Une route militaire est construite à travers les cols, de Vladikavkaz jusqu'à Tbilissi en Géorgie. Afin de renforcer le contrôle de l'espace, la Russie y envoie des populations russes sectaires, principalement des dissidents chrétiens orthodoxes dont le tsar cherche ainsi à se débarrasser, comme les Moloques ou Molokanes, autoritairement installés dans le Caucase.

### Tentatives de reconquête
L'Empire ottoman ne renonce pas à ces territoires caucasiens perdus au cours du XIXe siècle, en tentant à de nombreuses reprises de les (re)conquérir au moins jusqu'à la frontière de 1828. En 1918, les Ottomans obtiennent l'évacuation du Caucase par les troupes russes, à la faveur d'un traité de paix conclu entre la Russie et les puissances centrales.

### La Transcausie auXXesiècle

#### Un but de guerre
Dans les années qui suivent l'avènement du gouvernement des Jeunes-Turcs dans l'Empire ottoman (1909), le Caucase du sud est un lieu de tension entre Russes et Ottomans, lesquels se trouvent de nouveau opposés durant la Première Guerre mondiale.
Dès l'entrée en guerre de l'Empire ottoman, les territoires de la Transcaucasie russe redeviennent objets de convoitise de la « Porte ottomane ». Ainsi dès 1916, au moment où les puissances centrales rendent officiellement publics leurs buts de guerre, l'empire ottoman précise ses ambitions sur le Caucase russe.
En 1918, le but de guerre transcaucasien des Ottomans semble à portée des puissances centrales. Cependant, les rivalités germano-turques s'affirment tandis que le contrôle de ces régions devient un avenir possible ; ainsi, les Allemands s'appuient sur les Géorgiens et certains émigrés chrétiens, tandis que la « Grande Porte » instrumentalise des sentiments panislamiques voire « pan-turc » activistes dans la région, menée par le frère d'Ismaïl Enver Pacha. De plus, en septembre 1918, peu de temps avant la défaite de leur pays, les diplomates bulgares à Constantinople font pression pour lier la question de la dévolution de la Transcaucasie au choix du tracé définitif des frontières en Thrace, la Thrace turque constituant pour eux un propre "but de guerre".
La Porte n'est pas le seul belligérant à mener une politique active dans la région nouvellement indépendante ; en effet les diplomates allemands observent avec inquiétude la politique menée par les Turcs dans la région, les responsables politiques et économiques du Reich analysant la région comme un pont vers l'Inde et l'Asie centrale. Cette politique entre en contradiction avec les intérêts allemands sur place,. Au cours de négociations aux printemps et été 1918, les bolchéviques russes, en échange d'un accord sur le pétrole de la Caspienne, se voient reconnaître le contrôle effectif de Bakou, alors principal port du nouvel État,.
Pour diviser le secteur en zones d'influence, le Reich allemand se dit prêt à concéder à la Porte une forte influence politique dans la région, à la condition d'un partage de son contrôle économique à son profit. Au cours du printemps 1918, diplomates allemands et turcs exposent leurs divergences et tentent de parvenir à un accord lors de négociations à Batoum(i).

#### Un lieu de combat
En 1918, la Transcaucasie qui a proclamé son autonomie puis son indépendance est encore théoriquement en guerre avec les puissances centrales. Cependant, le gouvernement de la Transcaucasie déclare la guerre à la Turquie le 14 avril 1918.
À la faveur de la paix de Brest-Litovsk entre lesdites puissances et la Russie bolchévique, les Ottomans multiplient des opérations dans le Caucase au printemps et à l'été, sans conséquences sur l'issue générale du conflit. Ainsi, entre le 25 mars et le 15 avril 1918, les troupes ottomanes s'assurent le contrôle des points stratégiques du sud du Caucase. Cependant ces actions agressives sont à peine ralenties par les négociations entre les représentants du Reich et le gouvernement transcaucasien.
Ces opérations à la périphérie nord des régions ottomanes entraînent des heurts avec les unités allemandes qui ont atteint la région durant le printemps.

### Indépendance puis reconquête soviétique
À la suite de la révolution d'octobre 1917 en Russie, les troupes russes qui avaient progressé en territoire ottoman se retirent du Caucase et laissent les trois pays transcaucasiens désorganisés et sans gouvernement. Le 28 novembre 1917, les représentants des Arméniens, des Tatars et des Géorgiens s'unissent pour former une Assemblée de Transcaucasie à Tiflis (Tbilissi en Géorgie), appelée le Seïm, qui donne naissance à un gouvernement unique. Peu de temps après, l'armistice d'Erzincan est signé entre la Russie et l'Empire ottoman, le 18 décembre. Hostile aux bolcheviks et menacée par la progression des Turcs, la république fédérative démocratique de Transcaucasie se retrouve isolée et faible. En signant le traité de Brest-Litovsk, la Russie rétrocède à la Turquie des territoires de Transcaucasie, mettant à mal la possibilité d'un véritable État transcaucasien. Forcés d'entrer en pourparlers, les Transcaucasiens rencontrent les Turcs à Trébizonde. Le 24 février 1918, la Transcaucasie s'autoproclame indépendante, et conteste de ce fait certains territoires acquis par la Turquie dans le Caucase, puis le 22 avril, une république fédérative transcaucasienne est instituée. Ce nouvel État n'est pas reconnu, ni par les Russes ni par l'Empire ottoman. Ce dernier prend possession la même année des territoires négociés à Brest-Litovsk, qui lui permettent de concentrer ses efforts de guerre sur le front perse contre les Britanniques. De plus, le traité de Berlin de fin août entre le Reich et le régime bolchévique rend au pouvoir russe la capacité d'intervenir dans les territoires ayant dépendu de l'empire russe et non officiellement détachés de la Russie.
Face aux conflits, à leur isolement dans la région et à leur infériorité militaire, les peuples transcaucasiens ne peuvent maintenir une grande cohésion entre eux. En effet les Azéris musulmans sont linguistiquement et historiquement proches des Turcs ; les Géorgiens, entretenant de bonnes relations avec l'Allemagne alliée à l'Empire ottoman, sont privilégiés par le Reich, alors que les Arméniens, victimes d'un génocide, sont résolument opposés aux Turcs. Aussi le 26 mai 1918, le Seïm reconnaît des « divergences radicales sur la question de la guerre et de la paix entre les peuples qui avaient créé la République indépendante transcaucasienne ». La Géorgie proclame en premier son indépendance ce jour-là, imitée par l’Azerbaïdjan (27 mai) puis par l'Arménie (28 mai). Cette dernière signe une paix avec l'Empire ottoman, au prix d'une perte considérable de son territoire. Cette perte de territoire est amoindrie par les négociations germano-turques initiées à la suite de la défection bulgare : les Ottomans, pressés par le Reich, évacuent le Caucase russe à partir du 5 octobre de la même année.
Rapidement menacée par les offensives de l'Armée rouge, la Transcaucasie se rapproche du Reich, tandis qu'Allemands et Ottomans négocient le partage des dépouilles, les négociateurs allemands souhaitant conserver la mainmise sur le nouvel État. Cependant, les dirigeants de la nouvelle république souhaitent se rapprocher du Reich, allant jusqu'à demander, transformée pour l'occasion en royaume, son avec lui au travers d'un(e) Anschluss. De plus dès le mois d’août précédent, les accords entre le Reich et le pouvoir bolchévique stipulent un partage des territoires entre une Géorgie placée sous dépendance allemande et les autres territoires de la république placés sous la tutelle du pouvoir en place à Moscou.

### Période soviétique
Après la fin de la guerre et la défaite de l'empire ottoman, une partie du Caucase dont l'Arménie passe sous contrôle britannique puis français. En 1920, le traité de Sèvres est signé et établit les frontières de l'Arménie. Cependant une insurrection turque ne tarde pas à naître, dirigée par Mustafa Kemal, qui rejette les termes de ce traité. Ce mouvement indépendantiste reconquiert rapidement l'Anatolie et attaque l'Arménie en septembre 1920, avec le soutien de son nouvel allié soviétique. Le 29 décembre 1922, les pays du Caucase rejoignent l'URSS sous le nom de république socialiste fédérative soviétique de Transcaucasie, tandis qu'une grande partie de l'Arménie telle que définie par le traité de Sèvres se retrouve sous la toute jeune bannière de la république de Turquie. La République transcaucasienne soviétique laisse place en 1936 à trois républiques socialistes soviétiques : les RSS de Géorgie, d'Azerbaïdjan et d'Arménie.

## La Transcaucasie aujourd'hui
Région historiquement productrice de coton, la Transcaucasie se retrouve aujourd'hui coupée de ses débouchés historiques, russes puis soviétiques.

### Un axe de circulation aujourd'hui inadapté
Le Caucase est aujourd'hui un axe de circulation peu pourvu en moyens de transport, ayant été bloqué pendant 70 ans par l'ancien rideau de fer. On ne passait plus, jusqu'aux années 1990 environ. Sa fonction d'échange est en cours de restauration petit à petit, mais les axes routiers et ferroviaires de l'ex-URSS ne sont plus opérationnels, ils sont inadaptés puisqu'ils étaient conçus pour faire le tour de l'Union soviétique et sont donc inopérants pour des échanges hors de l'ancien bloc soviétique. La plaine de l'Araxe, qui était un ancien axe de communication (Alexandre le Grand l'a notamment emprunté), faisait partie du rideau de fer et a été complètement désertée.